# Шелангерське сільське поселення
Шеланге́рське сільське поселення (рос. Шелангерское сельское поселение) — муніципальне утворення у складі Звениговського району Марій Ел, Росія. Адміністративний центр — селище Шелангер.

## Історія
Станом на 2002 рік існували Керебеляцька сільська рада (село Керебеляк, присілки Філіппсола, Чингансола) та Шелангерська сільська рада (присілки Аніссола, Велике Шигаково, Кожлангер, Кугунур, Нурда, Памаштур, Спартак, Шелангер, Шонсола, Яктерлюбал, селище Шелангер, висілки Ніколаєвський, Тимофієвський).

## Населення
Населення — 3406 осіб (2019, 3760 у 2010, 3785 у 2002).

## Склад
До складу поселення входять такі населені пункти:
| Населений пункт           | Населення, осіб (2002) | Населення, осіб (2010) |
| ------------------------- | ---------------------- | ---------------------- |
| Аніссола, присілок        | 128                    | 157                    |
| Велике Шигаково, присілок | 86                     | 45                     |
| Керебеляк, село           | 228                    | 189                    |
| Кожлангер, присілок       | 8                      | 0                      |
| Кугунур, присілок         | 108                    | 91                     |
| Ніколаєвський, виселок    | 151                    | 163                    |
| Нурда, присілок           | 20                     | 20                     |
| Памаштур, присілок        | 39                     | 44                     |
| Спартак, присілок         | 61                     | 69                     |
| Тимофієвський, виселок    | 14                     | 9                      |
| Філіппсола, присілок      | 469                    | 471                    |
| Чингансола, присілок      | 61                     | 47                     |
| Шелангер, селище          | 2266                   | 2293                   |
| Шелангер, присілок        | 82                     | 104                    |
| Шонсола, присілок         | 37                     | 34                     |
| Яктерлюбал, присілок      | 27                     | 24                     |